# ウルティモ・グラディアドール
ウルティモ・グラディアドール（Último Gladiador）のリングネームで知られるヘラルド・カンポス（Gerardo Campos Poza、1978年3月28日 - ）は、メキシコのプロレスラー。
伯父はエル・パンテーラ。エル・イホ・デル・パンテーラは従兄弟に当たる。

## 来歴
伯父のエル・パンテーラ、ブラックマン、ロッキー・サンタナの指導を受けてトレーニングに励み、1997年6月11日、アレナ・ナウカルパンでエル・ポトロなるリングネームでルードとしてデビュー。
しばらくIWRGを拠点とし、メガというリングネームのマスクマンで活動していた時期もある。コントラ・マッチで当時闘龍門所属であったCRAZY-MAXのSUWAと対戦し勝利しSUWAを坊主にした。
2002年からAULL、2004年から現在使用しているリングネームであるウルティモ・グラディアドールとしてAAA所属になる。AAAではエレクトロ・ショック、ドクトル・ワグナー・ジュニアでロス・マニアコスで活躍。
2010年6月、シルバー・キングと組んでAAA世界タッグ王座を奪取。

## 得意技
- ジャーマン・スープレックス・ホールド

## 獲得タイトル
- AAA世界タッグ王座 : 1回

w / シルバー・キング